# Казімежув (Скерневицький повіт)
Казімежув (пол. Kazimierzów) — село в Польщі, у гміні Новий Кавенчин Скерневицького повіту Лодзинського воєводства.
Населення — 35 осіб (2011).
У 1975-1998 роках село належало до Скерневицького воєводства.

## Демографія
Демографічна структура станом на 31 березня 2011 року:
|          | Загалом | Допрацездатний вік | Працездатний вік | Постпрацездатний вік |
| -------- | ------- | ------------------ | ---------------- | -------------------- |
| Чоловіки | 13      | 2                  | 8                | 3                    |
| Жінки    | 22      | 4                  | 11               | 7                    |
| Разом    | 35      | 6                  | 19               | 10                   |